# Comuna de Suchy Las
Suchy Las (polaco: Gmina Suchy Las) é uma gminy (comuna) na Polónia, na voivodia de Grande Polónia e no condado de Poznański.
De acordo com os censos de 2006, a comuna tem 13 219 habitantes, com uma densidade 113,4 hab/km².

## Área
Estende-se por uma área de 116,55 km², incluindo:
- área agricola: 28%
- área florestal: 29%

## Demografia
Dados de 30 de Junho 2006:
|                      | Total   | Total | Mulheres | Mulheres | Homens  | Homens |
| -------------------- | ------- | ----- | -------- | -------- | ------- | ------ |
|                      | pessoas | %     | pessoas  | %        | pessoas | %      |
| População            | 13 219  | 100   | 6770     | 51       | 6449    | 49     |
| Densidade (pop./km²) | 113,4   | 100   | 58,1     | 58,1     | 55,3    | 55,3   |

De acordo com dados de 2002, średni dochód na jednego mieszkańca wynosił 1902, o rendimento médio per capita ascendia a zł.

## Comunas vizinhas
- Czerwonak, Murowana Goślina, Oborniki, Poznań, Rokietnica